# Luteranizm wysokokościelny

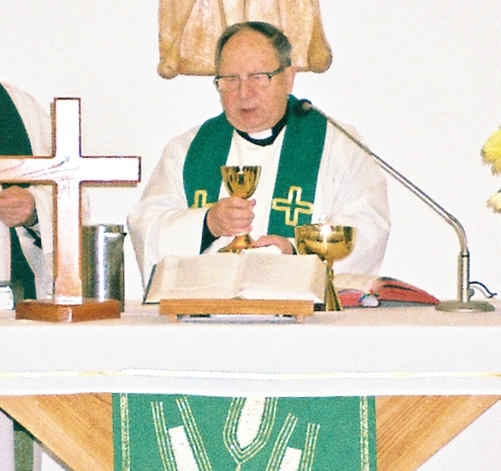
Liturgia Eucharystyczna podczas nabożeństwa Luterańskiej Wspólnoty Św. Pawła Apostoła

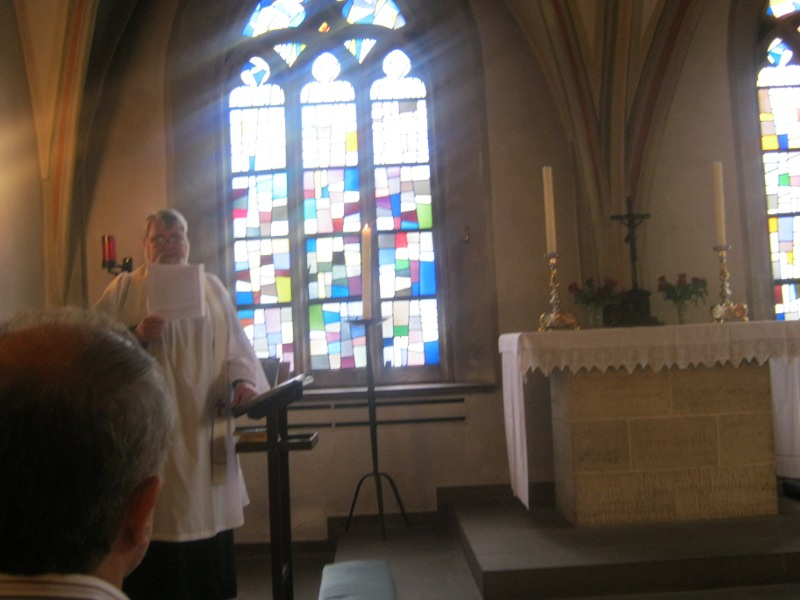
Liturgia Godzin w Kościele św. Ulryka w Brunszwiku

Luteranizm wysokokościelny – nurt pobożnościowy i teologiczny w łonie luteranizmu. Ruch wysokokościelny postuluje coniedzielne sprawowanie Sakramentu Ołtarza, promuje bogatą tradycyjną liturgię i starochrześcijańskie stroje liturgiczne (alba, stuła, także ornat). Zwolennicy luteranizmu wysokokościelnego działają w różnych grupach, społecznościach i wspólnotach. Są to grupy wewnątrz Kościołów macierzystych. Zdarza się jednak, że te grupy posiadają własnych biskupów – taka sytuacja ma miejsce w Niemczech, gdzie w Kościele ewangelickim dochodziło do ordynowania bez nakładania rąk.

## Teologia
W teologii luteranizm wysokokościelny podkreśla historyczną ciągłość Kościoła, którą widzi w sukcesji apostolskiej urzędu biskupa. Urząd duchowny sprawowany jest przez diakonów, prezbiterów i biskupów. Zwolennicy ruchu wysokokościelnego zazwyczaj są przeciw ordynacji kobiet.
Teologia wysokokościelna jest bardziej teocentryczna i chrystocentryczna niż pietyzm i teologia liberalna. Bardziej niż w tradycyjnej teologii luterańskiej podkreślana jest rola Chrystusa zwycięzcy, nad Chrystusem ukrzyżowanym. 
Pojawia się także bardziej zbliżone do rzymskokatolickiego rozumienie kapłaństwa, a także ofiarnego charakteru Mszy (zawsze z podkreśleniem, że jest to ofiara dziękczynna). Absolucja (zgodnie z Apologią Konfesji Augsburskiej) przez niektórych wysokokościelnych teologów bywa traktowana jako sakrament.

## Duchowość
W pobożności wysokokościelnej, poza coniedzielną Eucharystią, ważne miejsce odgrywa liturgia godzin. W Polsce nie istnieje ewangelicki brewiarz, jednakże trwają nad nim prace.
Nabożeństwo główne (msza) w rozumieniu wysokokościelnym powinno być śpiewane, z akompaniamentem organów. Na ołtarzu znajdować powinien się krucyfiks. Do sprawowania liturgii używane powinny być tradycyjne szaty liturgiczne - tj. alba, stuła i ornat. Często stosowane są hostie, dla podkreślenia wiary w Realną Obecność. Ruch wysokokościelny postuluje powrót do coniedzielnej Eucharystii, a także do wykonywania znaku krzyża i zmawiania modlitwy eucharystycznej z epiklezą. Do wysokokościelnych praktyk należą także procesje, podniesienie hostii i kielicha w czasie liturgii eucharystycznej i stosowanie kadzidła.

## Ruch wysokokościelny w Polsce
W Polsce do duchowości wysokokościelnej odwołuje się Luterańska Wspólnota Świętego Pawła Apostoła, działająca na Śląsku Cieszyńskim. Ze Wspólnotą blisko związana jest internetowa społeczność staroluterańska „Konfesyjni”. Wspólnota spotyka się 2 razy w roku na rekolekcjach – zazwyczaj w Wiśle-Jaworniku, gdzie sprawowane jest Nabożeństwo z Sakramentem Ołtarza, z użyciem melodii starokościelnych, a także Liturgia godzin. Poza wymiarem liturgicznym i społecznościowym (wspólny śpiew), wygłaszane są referaty, zazwyczaj z dziedziny liturgiki.
W parafii św. Krzysztofa we Wrocławiu Luterańska Msza Święta odprawiana była w latach 2008–2021, ale po narzuceniu nowego proboszcza-administratora przez władze kościelne, uniemożliwiono kontynuowania tych celebracji.